# 大沢久守
大沢 久守（おおさわ ひさもり、1430年（永享2年）- 1498年12月13日（明応7年11月1日））は、室町時代後期の華道家である。通称は長門入道。

## 経歴・人物
大沢氏は藤原魚名の末裔で、鎌倉時代からの山科家代々の家礼であり、室町時代には山科家領東庄の奉行・代官を務めた一族である。その中で久守は応仁元年（1467年）に従五位下・長門守に叙され、宮中内蔵寮の目代となり、筆頭家礼として「世務」と呼ばれた。東庄の代官を務めながら、山科家の家政全般を統括し、当時幼かった山科言国を擁して山科家の存続に尽力した加えて、応仁の乱の際には山科家に代わって山科七郷の郷民を率いて東軍方に属し、幕府奉行人の命令に従いながら東軍の部隊として活動した。甥には同じく東軍方として活動した大沢重胤がいる。
他にも、生け花の名手として名を残した上、多くの生け花の弟子の育成にもあたり、1488年（長享2年）頃からは皇居や武家の花会において立花に携わったとされている。またこの様子を描いた日記である『久守記』が残されているが、現代の研究ではこの業績は事実であったのかは不明である。